# Del Martin e Phyllis Lyon

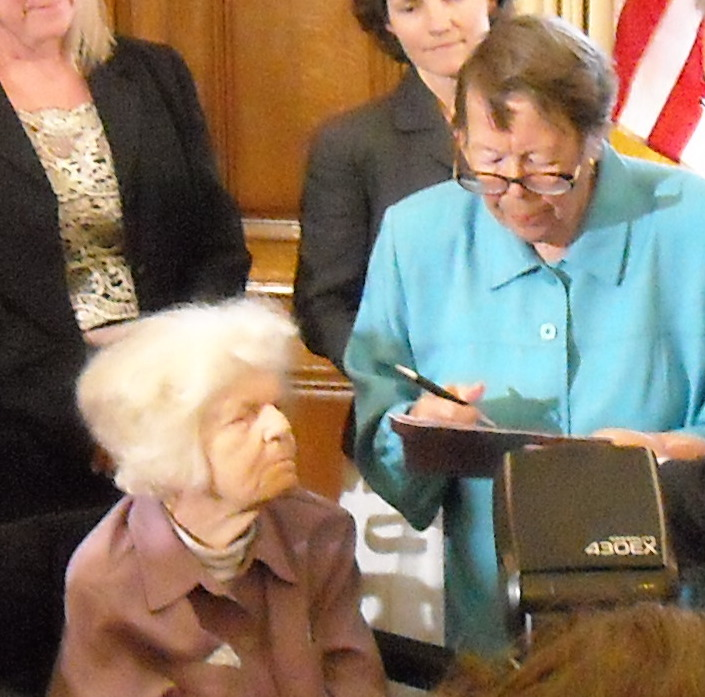
Casamento de Martin e Lyon, 2008

Martin e Lyon após seu primeiro casamento, 2004

Dorothy Louise Taliaferro "Del" Martin (5 de maio de 1921 – 27 de agosto de 2008) e Phyllis Ann Lyon (10 de novembro de 1924 – 9 de abril de 2020) foram um casal de lésbicas americanas residentes em São Francisco, que eram conhecidas como feministas e ativistas dos direitos LGBT.
Martin e Lyon se conheceram em 1950, tornaram-se amantes em 1952 e foram morar juntas no Dia dos Namorados de 1953 em um apartamento na Castro Street, em São Francisco. Elas estavam juntas há três anos quando co-fundaram as Daughters of Bilitis (DOB) em São Francisco em 1955. Esta se tornou a primeira organização social e política para lésbicas nos Estados Unidos e logo teve alcance nacional. Ambas atuaram como presidente e até 1963 sucessivamente como editoras da revista The Ladder, que também fundaram. Elas estiveram envolvidas no DOB até se juntarem à National Organization for Women (NOW), o primeiro casal de lésbicas conhecido a fazê-lo.
Ambas as mulheres trabalharam para formar o Council on Religion and the Homosexual (CRH) na Igreja Metodista Glide Memorial, no norte da Califórnia, para persuadir os ministros a aceitar homossexuais nas igrejas. O casal usou sua influência para descriminalizar a homossexualidade no final dos anos 1960 e início dos anos 1970. Elas se tornaram politicamente ativas na primeira organização política gay de São Francisco, o Clube Democrático Memorial Alice B. Toklas. Este grupo influenciou a então prefeita Dianne Feinstein a patrocinar um projeto de lei municipal para proibir a discriminação no emprego para gays e lésbicas. Ambas as mulheres permaneceram politicamente ativas, servindo mais tarde na Conferência da Casa Branca sobre o Envelhecimento em 1995.
Elas se casaram em 12 de fevereiro de 2004, no primeiro casamento entre pessoas do mesmo sexo realizado em São Francisco, depois que o prefeito Gavin Newsom ordenou que o secretário municipal começasse a fornecer licenças de casamento para casais do mesmo sexo. Esse casamento foi anulado pela Suprema Corte da Califórnia em 12 de agosto de 2004.
Depois que a decisão da Suprema Corte da Califórnia em In re Marriage Cases legalizou o casamento entre pessoas do mesmo sexo na Califórnia, o casal se casou novamente em 16 de junho de 2008. Foi o primeiro casamento entre pessoas do mesmo sexo a ocorrer em São Francisco. Dois meses depois, em 27 de agosto de 2008, Martin morreu em São Francisco devido a complicações de uma fratura no osso do braço. Lyon morreu anos depois, em 9 de abril de 2020.

## Del Martin
Del Martin nasceu como Dorothy Louise Taliaferro em 5 de maio de 1921, em São Francisco. Ela foi a primeira salutadora a se formar na George Washington High School. Ela foi educada na Universidade da Califórnia em Berkeley e no Universidade Estadual de São Francisco, onde estudou jornalismo. Ela obteve o título de Doutora em Artes pelo Instituto de Estudos Avançados da Sexualidade Humana. Ela foi casada por quatro anos com James Martin e manteve o nome dele após o divórcio. Ela teve uma filha, Kendra Mon. Martin morreu em 27 de agosto de 2008, no UCSF Hospice, em São Francisco, devido a complicações de uma fratura óssea do braço. Ela tinha 87 anos. Sua esposa, Phyllis, estava ao seu lado. O prefeito de São Francisco, Gavin Newsom, ordenou que as bandeiras da Prefeitura fossem hasteadas a meio mastro em sua homenagem.
Em 1977, Martin tornou-se associada do Women's Institute for Freedom of the Press (WIFP). WIFP é uma organização editorial americana sem fins lucrativos. A organização trabalha para aumentar a comunicação entre as mulheres e conectar o público com formas de mídia baseadas em mulheres.
Martin também foi uma das fundadoras da Lesbian Mothers Union.

## Phyllis Lyon
Phyllis Lyon nasceu em 10 de novembro de 1924, em Tulsa, Oklahoma. Ela se formou em jornalismo pela Universidade da Califórnia em Berkeley, obtida em 1946. Durante a década de 1940, trabalhou como repórter do Chico Enterprise-Record e durante a década de 1950, trabalhou como parte da equipe editorial de duas revistas de Seattle.
Em 26 de junho de 2015, quando a Suprema Corte dos Estados Unidos decidiu que o casamento gay era legal, Lyon, de 90 anos, "riu e riu quando recebeu a notícia. 'Bem, que tal isso?' ela disse. 'Pelo amor de Deus.'" Ela morreu em 9 de abril de 2020, aos 95 anos.

## Antecedentes/casamento
Martin e Lyon se conheceram em Seattle em 1950, quando começaram a trabalhar para a mesma revista. Elas se tornaram amantes em 1952 e firmaram parceria em 1953, quando se mudaram juntas para São Francisco. Muitos anos depois, Lyon e Martin relembraram como aprenderam a viver juntas em 1953. "Nós realmente só tivemos problemas no primeiro ano juntos. Del deixava os sapatos no meio da sala e eu os jogava pela janela", disse Lyon, ao que Martin respondeu: "Você discutiria comigo e tentaria sair pela porta. Eu tive que ensiná-la a revidar."
Em 12 de fevereiro de 2004, Martin e Lyon receberam uma licença de casamento pela Cidade e Condado de São Francisco depois que o prefeito Gavin Newsom ordenou que as licenças de casamento fossem concedidas a casais do mesmo sexo que as solicitassem.

A licença, juntamente com a de vários milhares de outros casais do mesmo sexo, foi anulada pela Suprema Corte da Califórnia em 12 de agosto de 2004.
Del tem 83 anos e eu 79. Depois de estarmos juntas há mais de 50 anos, é um golpe terrível ter os direitos e proteções do casamento tirados de nós. Na nossa idade, não temos o luxo do tempo.

-Phyllis
No entanto, elas se casaram novamente em 16 de junho de 2008, depois que a Suprema Corte da Califórnia decidiu que o casamento entre pessoas do mesmo sexo era legal. Mais uma vez eles foram o primeiro casal casado em São Francisco, na verdade o único casal casado naquele dia pelo prefeito.

## Ativismo

### Daughters of Bilitis
Em 1955, Martin e Lyon e seis outras mulheres lésbicas formaram as Daughters of Bilitis (DOB), a primeira organização nacional de lésbicas nos Estados Unidos. Lyon foi a primeira editora do boletim informativo do DOB, The Ladder, começando em 1956. Martin assumiu a redação do boletim informativo de 1960 a 1962. Ela foi sucedida por outros editores até que o boletim informativo encerrou sua conexão com as Daughters of Bilitis em 1970.
Cinco anos após sua origem, as Daughters of Bilitis tinham filiais em todo o país, incluindo Chicago, Nova Iorque, Nova Orleans, San Diego, Los Angeles, Detroit, Denver, Cleveland e Filadélfia. Havia 500 assinantes de The Ladder, mas muito mais leitores, pois os exemplares circulavam entre mulheres que relutavam em colocar seus nomes em uma lista de assinaturas. Por seu trabalho pioneiro em The Ladder, Martin e Lyon estavam entre as primeiras a entrar no Hall da Fama dos Jornalistas LGBT, que foi criado em 2005 pela National Lesbian & Gay Journalists Association. Lyon e Martin permaneceram envolvidas no DOB até o final dos anos 1960. As Daughters of Bilitis, que tinham adoptado uma abordagem conservadora para ajudar as lésbicas a lidar com a sociedade, dissolveram-se em 1970 devido ao aumento de um ativismo mais radical.

### National Organization for Women
Martin e Lyon atuavam na National Organization for Women (NOW) desde 1967. Del Martin foi a primeira lésbica assumida eleita para o conselho de administração da NOW. Em 1970, ela sinalizou em um ensaio a divisão das feministas lésbicas do movimento pelos direitos dos homossexuais dominado pelos homens, caracterizando os líderes desse movimento como "homens vazios de privilégio autoproclamado. Eles não falam para nós nem para nós." Lyon e Martin trabalharam para combater a homofobia que perceberam no NOW e encorajaram o Conselho Nacional de Diretores da resolução de 1971 do NOW de que as questões lésbicas eram questões feministas.

### Comissão de São Francisco sobre a Situação da Mulher
Em 1977, "Del" Martin foi a primeira mulher assumidamente lésbica a ser nomeada para o SFCOSW pelo então prefeito George R. Moscone. Martin uniu forças com outros comissários minoritários do SFCOSW, como Kathleen Hardiman Arnold (agora Kathleen Rand Reed) e Ella Hill Hutch, a primeira mulher negra a ser eleita para o Conselho de Supervisores, para focar no nexo dos direitos das mulheres lésbicas e da discriminação racial e étnica. No seu trabalho posterior com uma clínica de saúde, Martin e Lyon concentraram-se, por exemplo, na saúde específica e nas questões que afetavam as mulheres lésbicas negras e latinas. Martin estava à frente de seu tempo na compreensão dos aspectos culturais da saúde gay.

### Clube Democrático Memorial Alice B. Toklas
Lyon e Martin eram ambos ativas na primeira organização política gay de São Francisco, o Clube Democrático Memorial Alice B. Toklas, em homenagem à autora Alice B. Toklas, nascida em São Francisco.

### Lyon-Martin Health Services
A Lyon-Martin Health Services foi fundada em 1979 por um grupo de prestadores de serviços médicos e ativistas da saúde como uma clínica para lésbicas que não tinham acesso a cuidados de saúde acessíveis e sem julgamentos. Nomeada em homenagem a Phyllis Lyon e Del Martin, a clínica logo se tornou um modelo de cuidados de saúde comunitários culturalmente sensíveis. Desde 1993, Lyon-Martin também fornece gestão de casos e cuidados de saúde primários em programas concebidos especificamente para mulheres com HIV de rendimentos muito baixos e sem seguro, bem como serviços para pessoas transgênero.

## Ativistas seniores

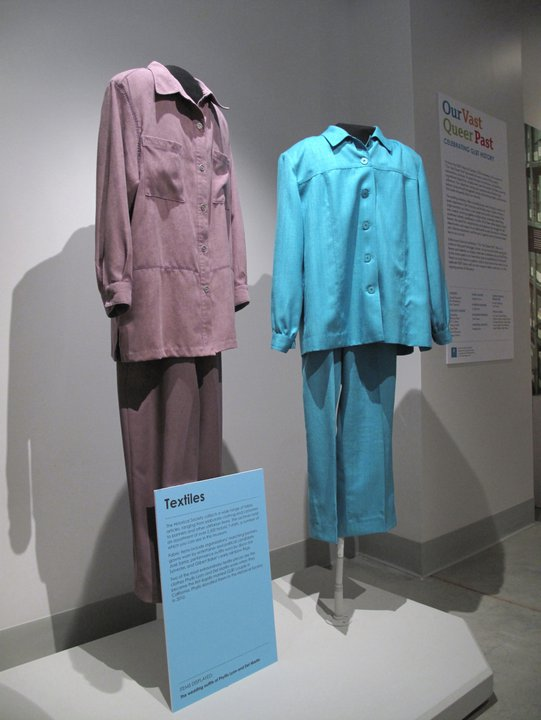
Ternos usados por Del Martin e Phyllis Lyon em seus casamentos em São Francisco em 2004 e 2008; em exibição no Museu de História LGBT, 4127 18th St., São Francisco. Foto: Sociedade Histórica LGBT

Em 1989, Martin e Lyon juntaram-se à Old Lesbians Organizing for Change. Em 1995 foram nomeadas delegadas à Conferência da Casa Branca sobre Envelhecimento, Martin pela senadora Dianne Feinstein e Lyon pela congressista Nancy Pelosi, ambas da Califórnia.

## Livros
Os livros são escritos por Martin e Lyon, exceto onde indicado:
- Lesbian/Woman (1972), sobre vida lésbica na América moderna.
- Lesbian Love and Liberation (1973), sobre lésbicas e liberdade sexual.
- Battered Wives (1979), por Martin, culpou a violência doméstica americana pela misoginia institucionalizada.[13]

## Legado

### Filmes documentários
Em 2003, JEB (Joan E. Biren) fez um documentário para o cinema sobre a vida do casal, No Secret Anymore: The Times of Del Martin and Phyllis Lyon, disponível na Frameline.
O documentário Last Call at Maud's também retrata Martin e Lyon.

### Honras
Em 2014, Martin foi um dos homenageados inaugurais no Rainbow Honor Walk, uma calçada da fama no bairro de Castro, em São Francisco, que homenageia pessoas LGBTQ que "fizeram contribuições significativas em suas áreas".
Em junho de 2019, Martin foi um dos primeiros cinquenta "pioneiros, pioneiros e heróis" americanos empossados e listados no Muro de Honra Nacional LGBTQ no Monumento Nacional de Stonewall no Stonewall Inn de Nova Iorque.
O Monumento é o primeiro monumento nacional dos Estados Unidos dedicado aos direitos e à história LGBTQ. A inauguração do muro foi programada para ocorrer durante o 50º aniversário da Rebelião de Stonewall.
Em junho de 2020, Lyon foi adicionada ao Muro Nacional de Honra LGBTQ.

## Cultura popular
Rosie O'Donnell interpreta Martin e Maddie Corman interpreta Lyon na minissérie sobre direitos LGBT chamada When We Rise.
O episódio 7 da terceira temporada do podcast Making Gay History é sobre Martin e Lyon.
Shannon Purser interpreta Martin e Heather Matarazzo interpreta Lyon na série Equal da HBO Max, anunciada formalmente em 24 de agosto de 2020.